# 人事革新処

人事革新処（じんじかくしんしょ）は、2014年11月19日に発足した大韓民国国務総理直属の中央行政機関。

## 沿革
- 2014年11月19日 - 行政自治部から人事関連の職務を分離し、人事革新処を設置する。

## 職務
公務員の人事・倫理・服務及び年金に関する事務を管掌する。

## 組織

### 幹部
- 処長
  - 代弁人
  - 人材情報企画官
    - 人材情報担当官
- 次長
  - 企画調整官
    - 企画財政担当官
    - 政策開発担当官
    - 創造法務担当官
    - 情報化担当官

  - 公務員労使協力官
    - 労使協力担当官（2017年5月31日まで）

### 下部組織
- 人事組織課
- 人材開発局
  - 人材政策課
  - 人材開発課
  - 採用管理課
  - 試験出題課
- 人事革新局
  - 革新企画課
  - 高位公務員課
  - 開放交流課
- 人事管理局
  - 人事政策課
  - 成果給与課
  - 年金福祉課
- 倫理服務局
  - 服務課
  - 倫理課
  - 就業審査課

### 所属機関
- 国家公務員人材開発院
- 訴請審査委員会

## 関連事項
- 中央人事委員会